# Narrow Lane
Narrow Lane is het achtste muziekalbum van de Nederlandse band Free System Projekt (FSP). FSP speelt elektronische muziek uit de Berlijnse School voor elektronische muziek. De muziek leunt zwaar op die van Tangerine Dream uit hun beginperiode. Het album bevat opnamen van twee concerten in Engeland. Frank van der Wel heeft de band dan al verlaten.

## Musici
- Marcel Engels – synthesizers met alle toebehoren
- Ruud Heij – idem
- Frank van der Wel – idem (alleen track (1)

## Composities
1. Narrow Lane, deel I (29:10) is een opname van een concert in het National Space Centre te Leicester van 10 juni 2008. De muziek begint zonder enig ritme, na ongeveer 5 minuten komt de sequencer op om het hele werkje niet meer weg te gaan.
2. Narrow Lane, deel II (48:52) is een opname van een concert tijdens het Hampshire Jam Festival versie 6 in Liphook van 20 oktober 2007. Het kent eenzelfde opbouw maar er is meer tijd voor genomen.

Deel II was er dus eerder dan deel I.